# Epcot
Epcot est un parc à thèmes de Walt Disney World Resort situé près d'Orlando dans l'État de Floride aux États-Unis qui a ouvert le 1er octobre 1982. Ce nom provient de l'acronyme de Experimental Prototype Community Of Tomorrow (en français : prototype expérimental d'une communauté du futur), originellement EPCOT, qui est un projet de ville imaginé par Walt Disney dans les dernières années de sa vie.
Ce projet était cher à Walt Disney car il cristallisait ses rêves d'urbanisme et de solutions pour le futur. Il mourut avant l'inauguration du premier parc thématique, le Magic Kingdom, étape préliminaire avant la réalisation de la ville. Le projet changea beaucoup pour devenir un parc d'attractions. Depuis, c'est un parc avec des attractions technologiques impressionnantes et des pavillons de nations dont l'architecture est reproduite avec minutie.
Le parc se veut éducatif, ce qui contraste un peu avec les autres parcs à thèmes de Disney, plus orientés vers le loisir (hormis Disney's Animal Kingdom). Il a aussi regroupé d'autres initiatives de Disney en faveur de l'éducation dont la série EPCOT Educationnal Media Collection.

## Dédicace
Ces mots ont été placés en anglais à l'entrée d'Epcot :
« To all who come to this place of Joy, Hope and Friendship, Welcome.

EPCOT is inspired by Walt Disney's creative vision. Here, human achievements are celebrated through imagination, wonders of enterprise and concepts of a future that promises new and exciting benefits for all.

May EPCOT Center entertain, inform and inspire and above all, may it instil a new sense of belief and pride in man's ability to shape a world that offers hope to people everywhere. »
— E. Cardon Walker, October 1, 1982
Cette dédicace peut être traduite en français ainsi :

« À tous ceux qui arrivent dans ce lieu de Joie, d’Espoir et d'Amitié, Bienvenue.

EPCOT s’est inspirée d’une vision créative de Walt Disney. Ici, les réalisations de l'homme sont célébrées à travers l'imagination, les merveilles de l’entreprise et les concepts du futur qui promettent de nouveaux et passionnants avantages pour tous.

Puisse EPCOT Center distraire, informer et inspirer et surtout, qu'il puisse instiller un nouveau sens à la  fierté et la croyance en la capacité de l'homme à façonner un monde qui offre de l'espoir aux gens partout. »

— E. Cardon Walker, 1er octobre 1982

## L'histoire
À partir des années 1950, Walt Disney est devenu un passionné d'urbanisme et de nouvelles technologies, lisant les livres sur le sujet et espérant pouvoir aider les villes à régler leurs problèmes. Il conçut une ville du futur basée sur certaines visions futuristes propres à son temps. Ces visions paraissent aujourd'hui datées mais dans la fin des années 1950, début des années 1960, c'était on ne peut plus futuriste. La ville mêlait lieu de vie, lieu de travail et lieu de loisirs, le tout connecté par des moyens de transport tels que le monorail ou les véhicules électriques. À côté devait ouvrir une foire internationale permanente.
Dès le début des années 1960, l'idée d'un second parc Disney sur la côte est des États-Unis a émergé. Des terrains furent achetés et afin de tester le public, la société Disney a participé à la Foire internationale de New York 1964-1965. La très grande superficie de terrain achetée par Disney a permis d'aller plus loin dans la conception de cette ville futuriste. Walt envisage alors sa ville, EPCOT, acronyme de Experimental Prototype Community Of Tomorrow (en français : prototype expérimental d'une communauté du futur). En octobre 1966, il fait réaliser un film nommé EPCOT dans lequel il explique sa vision.
Malheureusement à la mort de Walt Disney en décembre 1966, la construction du Magic Kingdom vient juste de commencer. Le film ne sort que l'année suivante, c'est le dernier film dans lequel apparaît Walt et le projet pour EPCOT a alors subi de nombreux changements et est devenu un parc à thèmes.

### Le projet de ville planifiée
Le nom EPCOT est l'acronyme de Experimental Prototype Community of Tomorrow, une ville du futur utopique conçue par Walt Disney. Il utilisa parfois le mot "Cité" au lieu de "Communauté". Les mots de Walt Disney étaient: « EPCOT […] prendra ses racines dans les nouvelles idées et les nouvelles technologies qui émergent aujourd'hui des centres créatifs de l'industrie américaine. Ce sera une communauté de demain qui ne sera jamais terminée, mais qui toujours présentera, évaluera et démontrera de nouveaux matériels et systèmes. Et EPCOT sera toujours une vitrine pour le monde de l'ingéniosité et l'imagination de la liberté d'entreprise américaine. »
La vision originale de Walt Disney d'EPCOT était une communauté modèle, résidence de vingt mille habitants, qui serait un banc d'essai pour l'urbanisme et l'organisation. La communauté aurait été construite sous la forme d'un cercle, avec les bureaux et les zones commerciales en son centre, les bâtiments publics, écoles et zones sportives autour, les zones résidentielles sur le pourtour. Les transports seraient constitués de monorails et de People Movers (comme celui dans le Tomorrowland du Magic Kingdom). Le trafic automobile aurait été gardé souterrain, laissant des zones piétonnes sécurisées à la surface. Un dôme géant aurait pu être construit afin de couvrir la ville et de réguler le climat. Walt Disney dit, « Ce sera une communauté planifiée et contrôlée, une vitrine de l'industrie, de la recherche et des écoles américaines, des opportunités de la culture et de l'éducation. Dans EPCOT il n'y aura aucun ghetto parce que nous ne les laisserons pas se développer. Il n'y aura aucun propriétaire terrien et donc aucun contrôle de vote. Les gens loueront des maisons au lieu de les acheter, et à de modestes loyers. Il n'y aura aucun retraité ; chacun doit être employé. »

On peut toujours voir une maquette du modèle de cette vision originale d'EPCOT en allant dans l'attraction Tomorrowland Transit Authority dans le Magic Kingdom; quand le Peoplemover entre dans Space Mountain, le modèle est visible à gauche derrière des vitres.
Roy décide alors de poursuivre l'œuvre de son frère Walt. Le projet de ce qu'il décide de nommer Walt Disney World comprend un parc à thèmes en plus d'EPCOT. C'est sur cette partie plus aisée à réaliser que se concentre Roy. Le Magic Kingdom ouvre alors en octobre 1971 mais Roy meurt en décembre. La vision d'EPCOT ne fut pas réalisée mais de nombreux éléments avaient été mis en place en parallèle de la construction du parc.
La Walt Disney Company décida plus tard qu'elle ne voulait pas entrer dans la gestion d'une ville. Cependant, l'idée d'EPCOT a contribué à inciter l'État de Floride à créer le Reedy Creek Improvement District (RCID) et les villes de Bay Lake et Reedy Creek (plus tard renommée Lake Buena Vista), un mécanisme législatif qui permet à la Walt Disney Company d'exercer des pouvoirs gouvernementaux sur Walt Disney World Resort. Le contrôle sur le RCID est investi par les propriétaires terriens de la zone et la possibilité qu'une ville réelle dans la zone aurait signifié que les pouvoirs du RCID auraient été distribués parmi les propriétaires terriens d'EPCOT. Parce que l'idée d'EPCOT n'a jamais été mise en œuvre, la Walt Disney Company est restée presque le seul propriétaire terrien dans la zone lui permettant de maintenir le contrôle du RCID et les villes de Bay Lake et Lake Buena Vista. Que le RCID soit maintenant principalement destiné à être un instrument de la société Disney a été confirmé quand le RCID a modifié ses frontières pour exclure Celebration qui aurait dilué le contrôle de Disney sur le RCID.
La communauté modèle de Celebration a été mentionnée comme une réalisation de la vision originale de Disney, mais Célébration est basée sur les concepts de nouvel urbanisme qui diffèrent radicalement du modernisme de Disney et de ses visions futuristes.

### Le projet de parc à thème

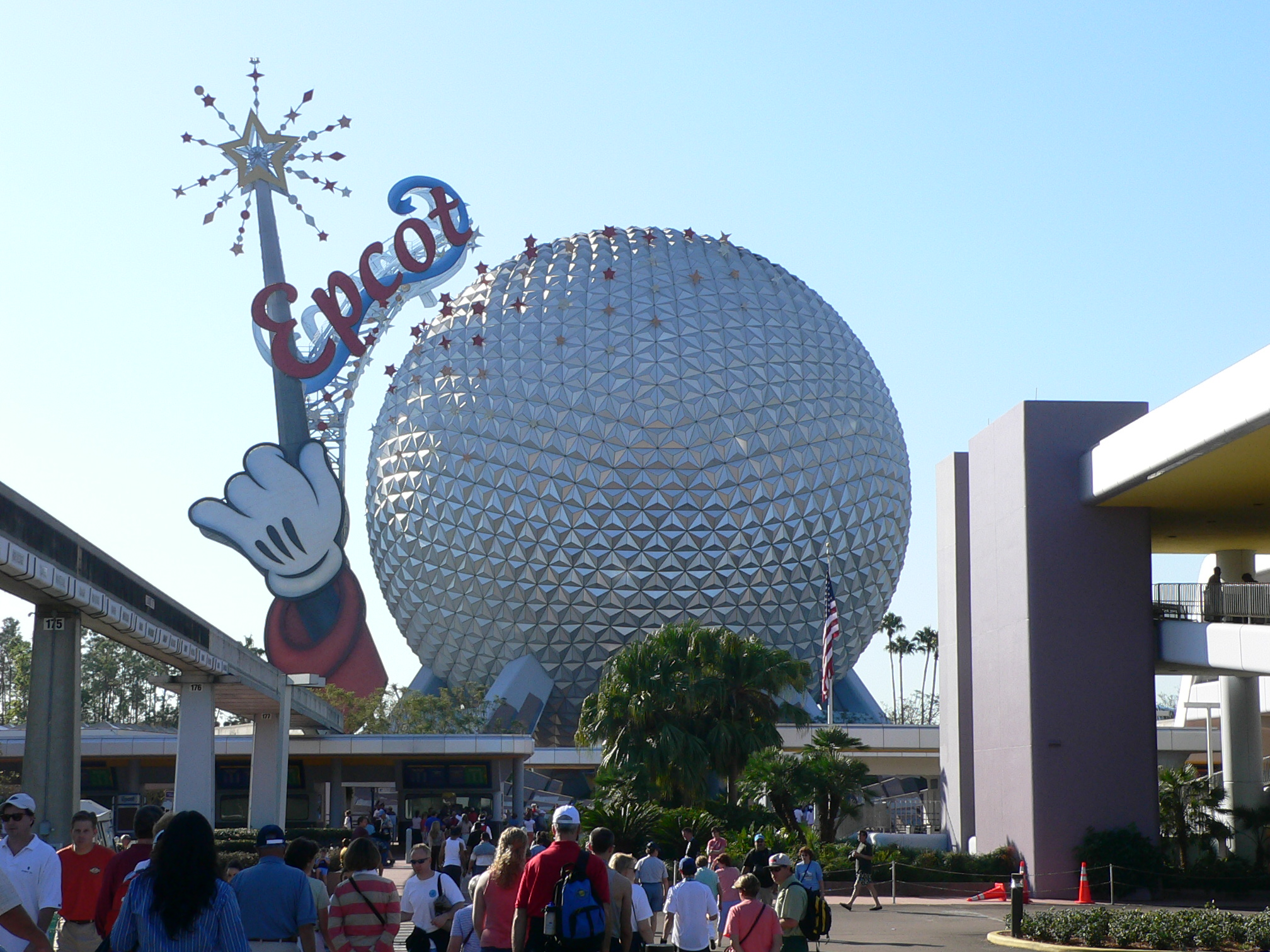
La sphère Spaceship Earth, symbole d'Epcot.

En 1975, Card Walker, alors président-directeur général de Walt Disney Productions relance le projet EPCOT mais ce n'est plus une ville planifiée. Le projet s'est transformé en un projet de parc à thème. Le premier qui n'est pas basé sur le Royaume enchanté de Disney. En raison de la différence de concept par rapport au projet de Walt et aussi de la position centrale dans le complexe de Floride, le nouveau parc a été baptisé EPCOT Center. L'un des points importants est la présence de pavillons en partenariat avec des entreprises, chacune devant débourser 25 millions d'USD pour une licence de 10 ans.
En décembre 1993, toutefois, le mot Center fut supprimé comme le domaine s'étendait et changeait de forme. Epcot fut aussi changé pour détromper les visiteurs car le parc ne reflétait plus les plans de la ville futuriste de Walt Disney.
Les plans originaux pour le parc montraient une indécision sur ce que devait être le principe du parc : certains Imagineers voulaient qu'il représente les dernières technologies, tandis que d'autres préféraient exposer les cultures et œuvres internationales. À un moment les deux maquettes du parc futuriste et du parc international furent réunies et EPCOT Center est né. Les imagineers se sont aussi posés des questions la réaction du public, sur l'intégration ou non des personnages Disney.
EPCOT est généralement vu comme plus orienté vers l'éducation que les autres parcs. Sa vocation se base sur « l'esprit visionnaire de Walt Disney ». Actuellement il présente quatre attractions à sensations Test Track, Mission : Space, Soarin' et Guardians of the Galaxy: Cosmic Rewind, le reste sont des parcours scéniques, spectacles ou des expositions.

#### Description des avant-projets
L'annonce d'un parc à thème baptisé EPCOT a été faite en mai 1974 par le président d'alors de Walt Disney Productions, Cardon Walker.
Les premiers projets vinrent directement de Walt Disney. Ils consistaient en une zone d'exposition internationale permanente, qui devait être située entre la ville planifiée et le royaume enchanté, à proximité du centre de transports du Magic Kingdom.
C'est cet emplacement, différent de l'actuel, qui fut longtemps l'objet d'esquisses et de plans préparatoires. Il s'agissait essentiellement d'une représentation de plusieurs pays, World Showcase, la partie technologique devant être ouverte plus tard dans son prolongement, de l'autre côté d'un lagon et reliée par des ponts. Les pavillons des différents états s'agençaient d'abord en cercle puis en doubles ellipses, chacun présentant la même largeur et hauteur de façade que ses voisins, seule la profondeur de l'emplacement dans le bâtiment changeait. Trente pavillons étaient prévus à l'origine. Une haute tour d'observation marquerait le centre succédant à un gigantesque auvent. La partie déjà nommée Future World présentait des pavillons différents les uns des autres. L'entrée de cette partie fut longtemps une montagne schématique constituée de hautes pointes disposées en étoile s'élançant vers le ciel, mais de tailles différentes.
En juillet 1975, un congrès fut organisé au sein du Disney's Contemporary Resort afin de motiver les pays. Une quinzaine d'états fut conviée. Après les discussions, World Showcase perdit le principe d'équivalence des états et la partie technologique dut être construite en même temps. Cela dopa le projet qui nécessita de nombreuses équipes de travail. On peut noter 16 équipes de tournage pour les films des attractions, des ingénieurs et techniciens pour concevoir et réaliser les 200 effets spéciaux, des dizaines d'historiens et bien sûr les artistes et artisans de chaque pays.
Le projet fut validé en octobre 1979 et la construction commença. Mais beaucoup de choses furent changées. La première est l'emplacement, beaucoup plus au sud, un monorail de plusieurs kilomètres dut être construit pour le rejoindre. Future World est transformé en plusieurs pavillons répartis en étoiles autour d'un immense centre de l'innovation d'abord baptisé CommuniCore (rebaptisé Innoventions en 1994). Une énorme géosphère marque l'entrée du parc. World Showcase accueille neuf pavillons autour d'un immense lagon dans des pavillons évoquant une partie de l'architecture nationale. Deux pavillons furent ajoutés plus tard. Le budget explosa, passant d'une prévision de 600 millions de dollars à près de 1,2 milliard de dollars.

### Évolution depuis l'ouverture

Ancien logo du parc

- 1er octobre 1978 : Card Walker (président de Walt Disney Productions) révèle les plans du parc à thèmes.
- 1er octobre 1979 : cérémonie officielle de début des travaux.
- 1er octobre 1982 : Epcot ouvre avec World of Motion, Spaceship Earth, The Land, Universe of Energy, Imagination!, CommuniCore, et neuf pavillons du World Showcase. À noter que le pavillon Imagination ouvre sans son attraction phare Journey into Imagination, encore en rodage. Mais la zone de jeux et d'animation Imageworks est accessible au public.
- Fin 1982, Magic Journeys ouvre dans le pavillon Imagination!.
- 1er octobre 1983 : Horizons est le premier pavillon à ouvrir après l'ouverture du parc, à sa date anniversaire.
- Fin 1983 : Journey Into Imagination ouvre dans le pavillon Imagination!.
- 1er octobre 1984 : le pavillon du Maroc ouvre.
- 2 janvier 1986 : Magic Journeys est transféré au Magic Kingdom
- 15 janvier 1986 : The Living Seas ouvre
- 26 mai 1986 : Spaceship Earth rouvre avec comme narrateur Walter Cronkite
- 12 septembre 1986 : Captain Eo avec Michael Jackson ouvre à la place de Magic Journeys.
- 6 mai 1988 : le pavillon de la Norvège ouvre
- 5 juillet 1988 : Maelstrom ouvre au pavillon de la Norvège
- 19 octobre 1989 : Wonders of Life ouvre
- 30 septembre 1992 : Kraft Foods arrête son parrainage de The Land
- novembre 1992 : Nestlé commence son parrainage de The Land
- 30 septembre 1993 : General Electric arrête son parrainage de Horizons
- décembre 1993 : Le parc est renommé Epcot 94'[11]
- 30 janvier 1994 : CommuniCore ferme
- 1er juillet 1994 : Innoventions ouvre
- 6 juillet 1994 : Captain Eo ferme
- 21 novembre 1994 : Chérie, j'ai rétréci le public ouvre
- 23 novembre 1994 : Spaceship Earth rouvre avec comme narrateur Jeremy Irons
- 1995 Le nom de EPCOT Center devient Epcot 95'[11]
- 2 janvier 1996 : World of Motion ferme
- 15 septembre 1996 : Universe of Energy rouvre, avec Ellen DeGeneres
- janvier 1998 : United Technologies arrête son parrainage de The Living Seas
- 9 janvier 1999 : Horizons ferme
- 1er octobre 1999 : Journey Into Imagination rouvre
- 17 mars 1999 : Test Track ouvre
- 1er juin 2001 : MetLife arrête son parrainage de Wonders of Life
- 1er juin 2002 : Journey Into Imagination rouvre cette fois avec Figment
- 1er juillet 2003 : AT&T arrête son parrainage de Spaceship Earth
- octobre 2003 : Mission : Space ouvre
- 17 mars 2004 : ExxonMobil arrête son parrainage de Universe of Energy
- 5 mai 2005 : Soarin' ouvre dans le pavillon de The Land
- Novembre 2005 : Siemens signe un contrat de partenariat de 12 ans pour sponsoriser Spaceship Earth, IllumiNations : Reflections of Earth, ainsi que certaines attractions d'Innoventions.
- 27 juillet 2007 : à la suite du partenariat avec Siemens, l'immense main avec une baguette magique placée le long de Spaceship Earth à Epcot est démontée[12]
- 2 juillet 2010 : Captain Eo rouvre temporairement à la suite du décès de Michael Jackson
- 5 août 2010, le pavillon italien s'agrandit avec un restaurant, la pizzeria Via Napoli[13]
- 1er mars 2012, Disney ferme Habit Heroes une attraction controversée sur le thème de l'obésité enfantine située dans Innovations[14]
- 17 juin 2016, l'attraction Soarin' rouvre avec le film Soarin’ Around the World, version plus internationale inaugurée la veille à Shanghai Disneyland[15].
- 9 mai 2018, Disney World prévoit l'ouverture d'un restaurant simulant un vol orbital qui sera situé à côté de l'attraction Mission : Space à Epcot et géré par le Patina Restaurant Group, déjà chargé de plusieurs établissements de Disney Springs[16]. Le 10 mai 2019, Disney prévoit l'ouverture du restaurant mitoyen de Mission : Space pour fin 2019[17].

## Le parc à thèmes
Le parc à thème est dérivé d'une source d'inspiration de Walt Disney, les expositions internationales. Le parc est relié au Magic Kingdom par un monorail faisant le tour de l'emblème du parc, une géosphère de 10 étages appelée Spaceship Earth (le vaisseau terre). Epcot occupe avec 0,67 km2 près de deux fois la superficie du Magic Kingdom (de 0,48 km2) et comprend un lac artificiel de 100 000 m2 (10 ha). La disposition des éléments du parc est basée sur une variation du plan radiale du Magic Kingdom, comprenant la dualité des deux zones, Future World et World Showcase. Le premier possède une organisation radiale centrée sur le complexe d'Innoventions, tandis que World Showcase est un anneau organisé radialement autour d'un lagon central.
Après son renommage en décembre 1993, le parc subit en 1994 une grande rénovation afin principalement de gommer les traces de vieillissement du parc.
Afin de réduire les coûts, Disney ouvre World Showcase plus tard (souvent à 11 heures) et ferme Future World plus tôt (souvent à 19 heures), à part quelques attractions comme Test Track ou Mission : Space qui restent ouvertes parfois jusqu'à la fermeture du parc.
Le parc se décompose en deux parties :

### Future World
Le monde du futur présente les technologies dans d'énormes pavillons à l'origine sponsorisés par des grandes sociétés américaines telles que General Electric, General Motors ou Kodak. Cette partie s'agence en plusieurs cercles concentriques, le centre étant une fontaine. Autour, les deux ailes du pavillon de l'innovation se rejoignent au nord au niveau de Spaceship Earth, qui marque l'entrée. Ensuite, le monorail entoure les deux ailes, puis longe de part et d'autre la géosphère afin de rejoindre le Magic Kingdom. Il enjambe un lac à l'ouest et au nord, tandis qu'à l'est ce sont des zones arborées. La moitié gauche de Future World accueille plusieurs pavillons principalement sur les techniques ayant changé le monde. Par contre à l'est, c'est plutôt le monde et ses beautés ainsi que l'imagination qui sont à l'honneur dans des pavillons aux multiples attractions.
Chaque pavillon de Future World était à l'origine parrainé par une grande entreprise qui finançait en partie la construction et l'entretien. En retour, son logo et son nom apparaissaient en grand tout au long de l'attraction. Le prix moyen de ce parrainage est de 100 millions de dollars pour les grands pavillons et de 10 millions de dollars pour les expositions dans Innoventions. En plus du parrainage, les sociétés avaient une loge privée au sein de l'attraction, un lieu calme et reposant avec boissons fraîches gratuites pour les membres de l'entreprise.

Par exemple, Universe of Energy était parrainé par Exxon (maison mère d'Esso), et The Land par Kraft Foods puis Nestlé.
Depuis l'ouverture certains sponsors ont toutefois décidé que le prix du parrainage était supérieur aux retours pour leur marque et ont retiré leur parrainage, laissant le pavillon sans sponsor. Ainsi après le départ de General Electric de Horizons en 1993 Disney hésita entre laisser le pavillon ouvert et le fermer. Le bâtiment fut détruit pour laisser la place à Mission : Space. Depuis que MetLife abandonna Wonders of Life en 2001 le pavillon n'est ouvert que durant la haute saison.

#### Future World: le centre
- Spaceship Earth une géosphère de 18 étages est recouverte de 954 panneaux argentés triangulaires à trois facettes pour un total de 11 324, faits en alucobond, et constitue le point d'entrée dans Future World ainsi que l'icône du parc, à l'instar du château de Cendrillon pour le Magic Kingdom[18]. À l'intérieur, un parcours scénique à vitesse réduite raconte l'histoire des communications, avec une attention particulière sur le développement des cultures et les technologies du futur[19]. Pour l'an 2000, une immense main de Mickey tenant une baguette magique a été accolée sur le côté de la sphère. Une rénovation très importante a été effectuée en 2007 pendant près de 6 mois avec rajout de nouvelles scènes, une nouvelle musique mais sans changement du thème principal, la communication.
- Innoventions qui remplace depuis 1994 le CommuniCore. Les deux sont constitués de deux ailes, l'est et l'ouest, hébergeant des expositions, des spectacles ainsi que des boutiques et restaurants présentant les dernières technologies de manière plus « tangible, tactile et amusant »[20].

#### Future World: aile est
- Guardians of the Galaxy: Cosmic Rewind est une attraction de type montagnes russes tournoyantes en intérieur de Vekoma[21],[22],[23],[24]. Elle est basée sur le film Les Gardiens de la Galaxie des Marvel Studios, il s'agit de la première attraction de Walt Disney World basée sur une licence Marvel Comics[25],[26] et le premier parcours de montagnes russes à Epcot. Il remplace l'attraction Universe of Energy, fermée le 13 août 2017. Universe of Energy présentait les énergies depuis leur gestation jusqu'à leur utilisation dans un pavillon recouvert partiellement de panneaux solaires alimentant les grands véhicules déambulant lentement au sein de l'attraction. L'attraction commençait par un épisode de Jeopardy! avec ses acteurs connus des Américains. Ensuite les visiteurs en voyageant à travers la préhistoire du monde et ses dinosaures, apprenaient que ces animaux sont devenus le pétrole fossile que l'on utilise dans nos voitures[27].
- Wonders of Life présente des thèmes médicaux dans plusieurs expositions et attractions, dont Body Wars un système de cinéma dynamique de type simulateur de vol également utilisé pour Star Tours. Le bâtiment consiste en un dôme géodésique doré de 10 000 m2[28].
- Mission : Space remplace Horizons depuis le 9 octobre 2003[29]. Mission : Space est un pavillon envoyant les visiteurs dans un centre d'entraînement pour astronautes. Il est nécessaire de s'entraîner avant le départ pour Mars. À l'extérieur, une reproduction du système Terre-Lune donne le ton aux visiteurs. Le pavillon d'Horizons fut détruit en 1999. Il ressemblait à un vaisseau spatial avec sa forme de pyramide tronquée de base hexagonale. Il présentait la vie humaine dans le futur en l'an 3000. En 2017, l'attraction subit un update, les séquences pré-show sont refaites en HD, de même pour la mission verte. La mission orange change totalement d'objectif de la verte, et reste beaucoup plus violente.
- Test Track remplace  depuis 1998 World of Motion, fermée en 1996[30]. Les visiteurs assis dans des voitures de six places expérimentent la large palette de tests que les automobiles doivent passer avant d'être autorisées à être produites à la chaîne. Les voitures dans l'attraction passent aux travers de températures extrêmes, sur des surfaces glissantes, et dans des virages à vitesse élevée. World of Motion était une attraction à faible vitesse au travers de scènes présentant le passé et le futur des transports.

#### Future World: aile ouest
- Le pavillon Imagination! contient deux attractions principales sur 15 000 m2 (1,5 ha), l'entrée se faisant par deux pyramides de verres au bord d'une fontaine. Journey Into Imagination with Figment est un voyage en omnimover en compagnie de Eric Idle (un Monty Python) et de la mascotte Figment et qui encourage les visiteurs à utiliser leurs sens et leur imagination. Cette attraction présente actuellement sa troisième version: une rénovation en 1998 avait enlevé le petit dragon mauve Figment et son père créateur le personnage Dreamfinder (un magicien) remplacé par Eric Idle. Il y eut tellement de plaintes qu'en 2003, la mascotte fut remise mais Dreamfinder reste toujours absent. À la sortie de cette attraction, une grande salle de jeux interactifs originaux, ImageWorks permet de poursuivre l'expérience.
  - Imagination! comprend aussi une salle de cinéma en relief avec effets spéciaux (cinéma 4-D). Elle a présenté le film intitulé Magic Journeys de 1982 à 1986, Captain Eo avec Michael Jackson, présenté de mai 1986 à avril 1994 puis Chérie, j'ai rétréci le public. En 2010 en hommage à Michael Jackson, l'attraction Captain Eo a été rouverte.
- The Land est basé sur l'interaction de l'homme avec l'environnement naturel. Elle contient au sein d'immenses bâtiments, deux attractions principales. Living with the Land est une croisière lente qui permet de visiter des serres opérationnelles reproduisant différents climats et où sont cultivés des légumes et fruits du monde entier. Soarin' Over California est une copie de l'attraction de Disney California Adventure, ouverte en mai 2005 et obligeant à une grande rénovation de The Land: sa file d'attente a dû être construite à la place de l'attraction (fermée pour "la bonne cause") Food Rocks lui-même ayant remplacé en 1994 Kitchen Kabaret. La troisième attraction mineure est un film Circle of Life présentant notre responsabilité écologique et projeté dans le Harvest Theater avec les personnages du Roi Lion. Elle remplace depuis 1995 le film Symbiosis sur le même thème. À noter qu'un restaurant, The Garden Grill sert aux visiteurs des plats constitués avec les récoltes des serres.
- The Seas with Nemo & Friends Pavilion (anciennement The Living Seas) présente toujours l'un des plus grands aquariums fermés du monde mais a été complètement rénové d'après le thème du dessin animé, Le Monde de Nemo. Ce pavillon rouvert le 13 octobre 2006[31], présente deux attractions: The Seas with Nemo & Friends, promenade en omnimover et Turtle Talk with Crush, une attraction interactive avec le public. Sur d'autres niveaux, les visiteurs peuvent voir de nombreux animaux aquatiques tels que des requins, des raies, des lamantins tout en apprenant des notions sur la préservation des océans.

### World Showcase
World Showcase est un ensemble de pavillons consacrés à diverses nations et disposés autour d'un lac  central de 100 000 m2 (10 ha) dans le parc à thèmes Epcot de Walt Disney World Resort. L'ensemble est organisé autour d'un lac central de 10 ha, baptisé World Showcase Lagoon.

#### Les pavillons nationaux
Onze pays sont représentés au sein de ces pavillons. Un douzième pavillon qui sert de second point d'entrée au parc ainsi qu'un treizième, inaccessible depuis 2001, s'insère dans cette liste de nations. Les bateaux navettes traversant le lagon sont nommés FriendShips, un jeu de mots entre l'amitié (friendship) et bateaux (ships).
Chaque pavillon contient des boutiques et des restaurants représentatifs et son équipe est constituée d'habitants du pays. Certains comprennent des attractions ou des films. Ils sont parrainés et financés par les institutions de l'état qu'ils représentent, et des brochures touristiques sont facilement accessibles. Ce parrainage explique aussi pourquoi les pavillons de la Russie, de l'Espagne et d'Israël ne dépassèrent jamais la phase de projet : ils décidèrent de ne pas financer annuellement un pavillon.
À l'inverse du Magic Kingdom qui ne propose aucun alcool, plusieurs boutiques et restaurants du World Showcase servent ou vendent des boissons alcoolisées de leur pays et de la bière est vendue dans les stands de rafraîchissement partout dans le parc.
Plusieurs espaces sont encore disponibles, les pavillons actuels ont pratiquement tous la même largeur. On peut donc déduire que six pavillons supplémentaires (au maximum) pourraient être construits : un entre le Mexique et la Norvège, deux entre la Chine et l'Allemagne, un entre l'Allemagne et l'Italie, comme entre le Japon et le Maroc enfin un autre entre le Maroc et la France.
Les pavillons sont dans le sens des aiguilles d'une montre :
- le Mexique avec une croisière à travers le temps et les paysages mexicains : Gran Fiesta Tour Starring The Three Caballeros.
- la Norvège avec une croisière mouvementée dans l'histoire et les mythes norvégiens : Maelstrom, aujourd'hui remplacée par Frozen Ever After.
- la Chine avec un film à 360° : Reflections of China qui remplace depuis 2003, Wonders of China.
- l'Allemagne avec un restaurant bavarois.
- l'Italie avec une reconstitution minutieuse de Venise.
- The American Adventure (l'aventure américaine) présente l'histoire des États-Unis grâce à un gigantesque rétroprojecteur et des audio-animatronics.
- le Japon avec une immense boutique et plusieurs restaurants.
- le Maroc avec un restaurant et un souk.
- la France avec un film à 200° en alternance : les beautés des paysages français : Impressions of France ou Beauty & the Beast : Sing-Along ; un restaurant et une boulangerie-pâtisserie. Et une attraction identique à Ratatouille : L'Aventure totalement toquée de Rémy à Disneyland Paris.
- l'entrée internationale (International Gateway) reliant le parc Disney's Hollywood Studios par bateau et les hôtels du Crescent Lake.
- le Royaume-Uni avec un pub et un restaurant. Une nouvelle attraction est en développement, elle sera basée sur le film de 1964 Mary Poppins.
- le Canada avec un film à 360° : O Canada! sur les paysages canadiens.

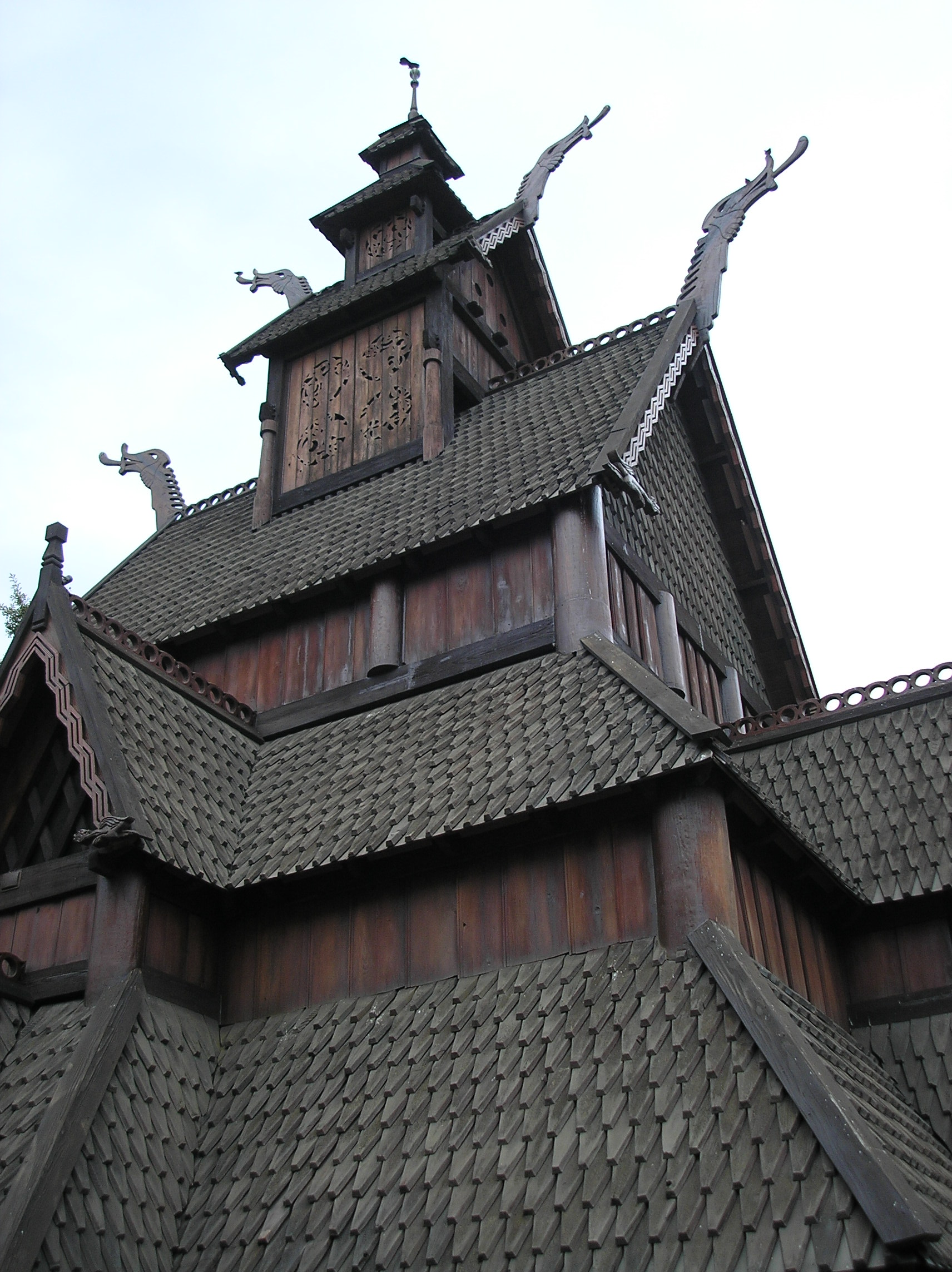
Stavkirke, église en bois du pavillon norvégien.
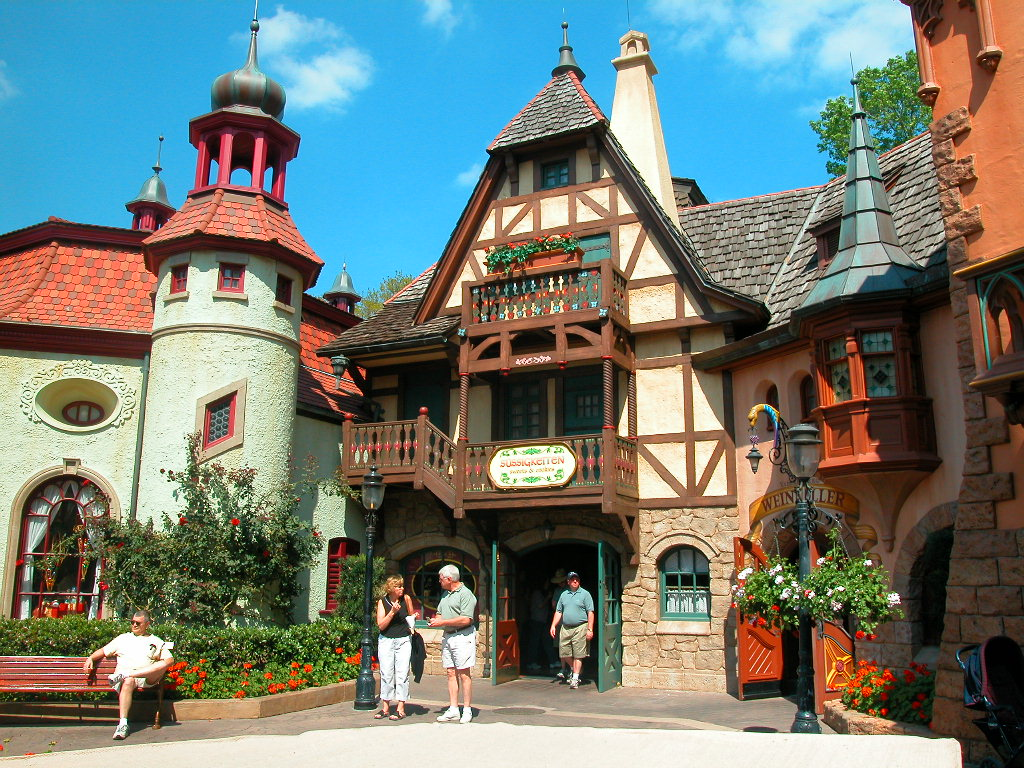
Boutique Süssigkeiten au pavillon allemand.
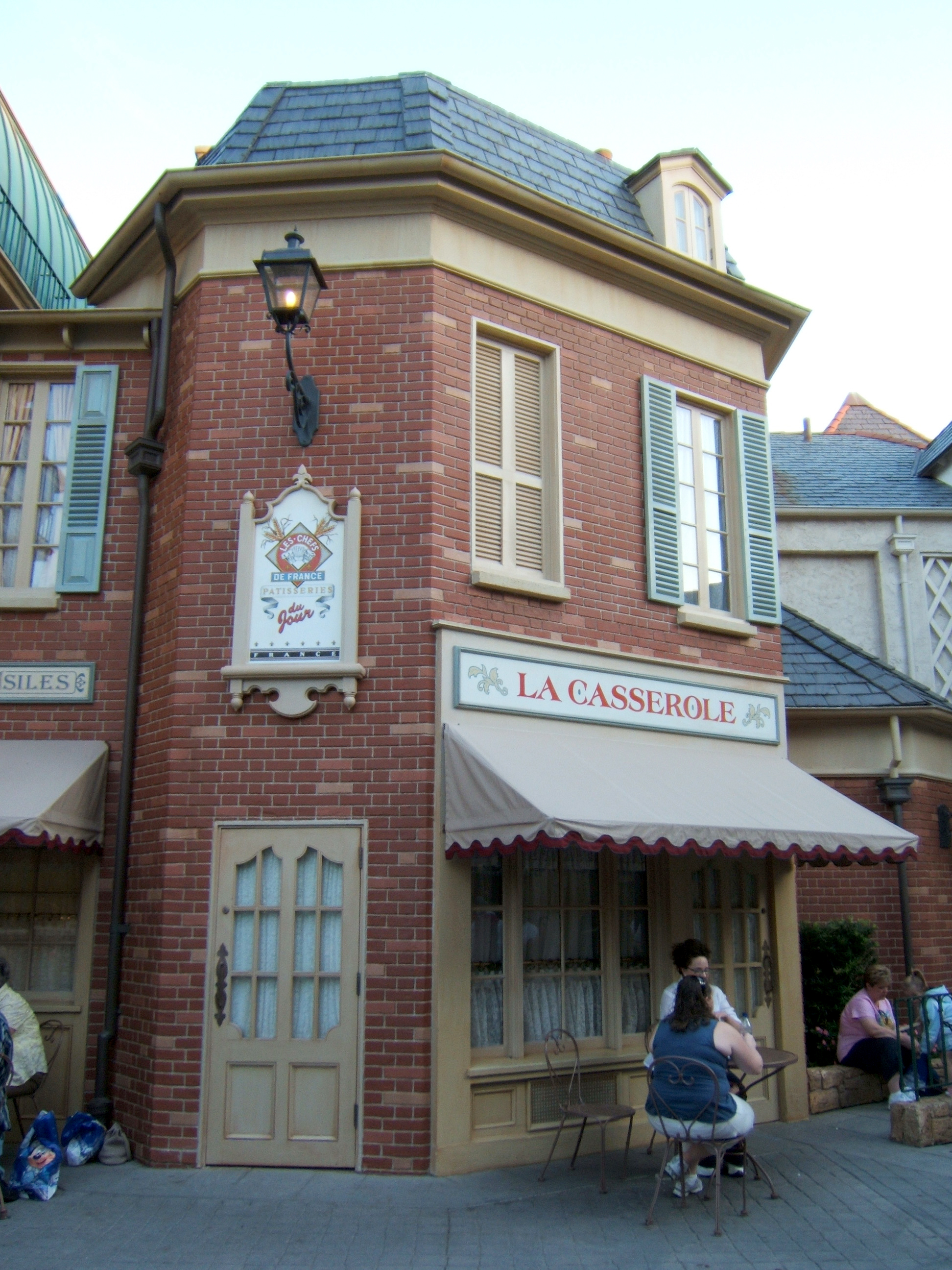
Boutique La Casserole dans le pavillon français.
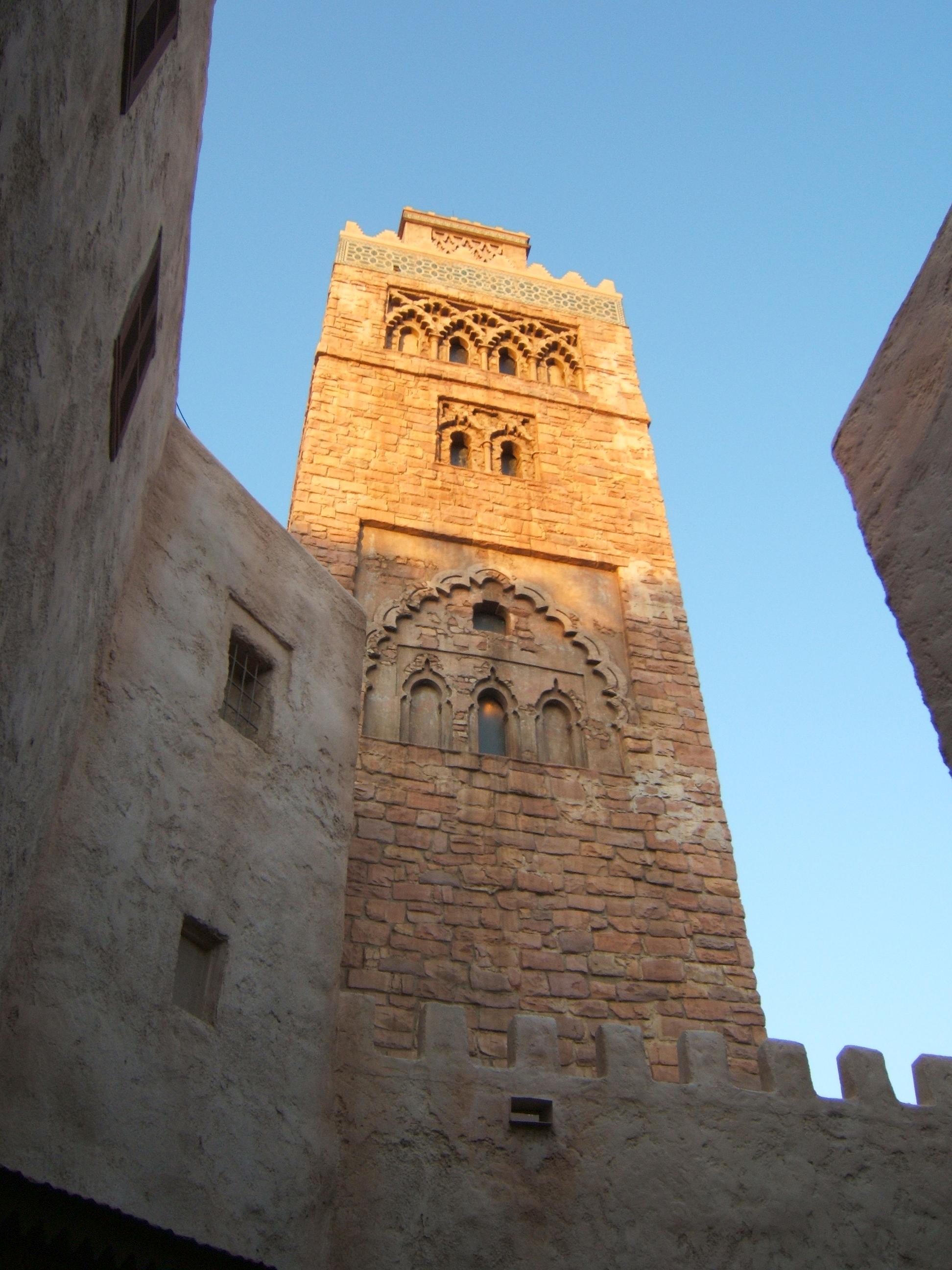
Pavillon marocain.
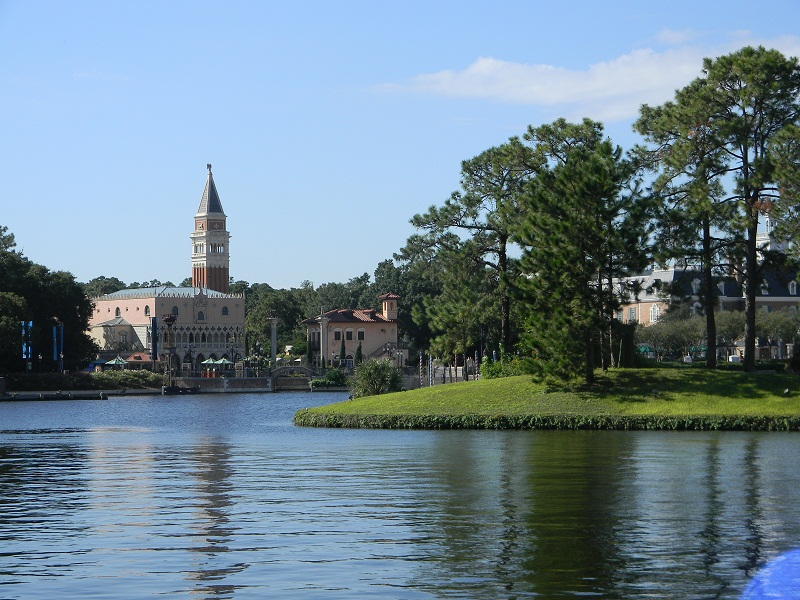
Epcot en 2012, le village vénitien.
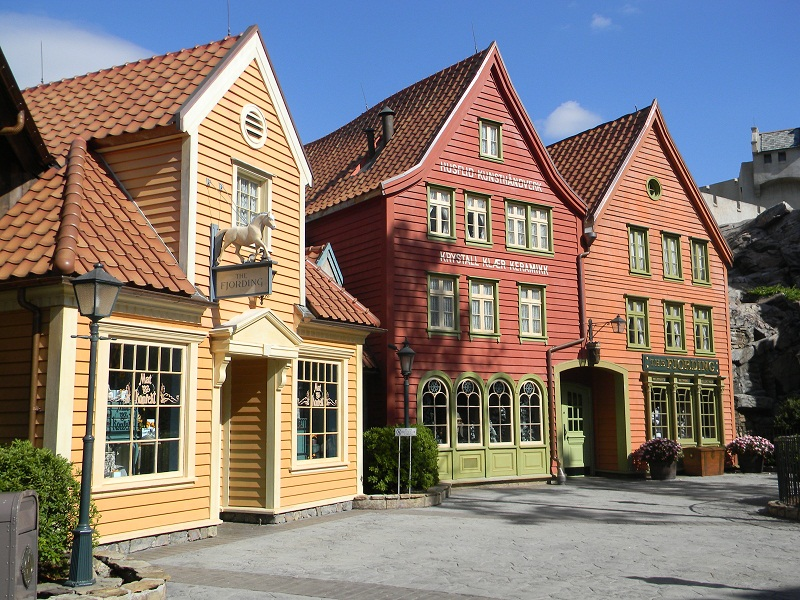
Epcot, le village norvégien en 2012.

#### L'International Gateway
Ce pavillon est un ajout de 1989 qui ne représente aucun état mais sert de seconde entrée au parc. Il se situe le long du chenal menant du lagon de World Showcase à la zone hôtelière autour du Crescent Lake. Un autre canal relie le Crescent Lake au parc Disney's Hollywood Studios. Il a ouvert le 12 janvier 1990
Des guichets sont donc installés à l'arrière du pavillon pour le séparer de l'extérieur.
Le pavillon comprend deux boutiques dont l'une de souvenirs et l'autre pour la photographie. 

Un service de poussettes et de fauteuils roulants est aussi présent au sein de ce lieu.

#### Millenium Village
Le Millenium Village était un pavillon temporaire construit en 1998 pour la cérémonie de l'an 2000. Le pavillon ferma en janvier 2001. Depuis il sert de salle de réception pour des événements privés sous le nom de World Showplace. Il contient une salle de 200 places.
Ce pavillon est en réalité une tente de 6 040 m2, en forme de L, nichée entre le pavillon britannique et le canadien. Il accueillait les représentants de 50 pays du monde différents des 11 pavillons de World Showcase. Des expositions temporaires regroupées sous le thème de Quel cadeau pour le monde? avec des objets de la culture de chaque pays. Parmi les pays présentés on peut citer : l'Afrique du Sud, l'Arabie saoudite, le Brésil, le Chili, l'Érythrée, l'Éthiopie, l'Inde, l'Indonésie, Israël, le Kenya, la Namibie et la Nouvelle-Zélande.
Le pavillon comprenait aussi un restaurant le Millennium Village Cafe.

### Évènements et spectacles

logo du Epcot International Flower & Garden Festival depuis 2006.

logo du Epcot Food and Wine Festival depuis 2007.

Annuellement, le parc propose deux évènements important
- au printemps le EPCOT International Flower and Garden Festival, lancé en 1993 proposant de nombreux décors floraux à travers le parc
- à l'automne le Epcot Food and Wine Festival, lancé en 1996 proposant des dégustations dans les pavillons

Le 8 février 2011, Disney Destinations et Home & Garden Television ont signé un contrat de promotion conjointe de l'évènement EPCOT International Flower & Garden Festival.

#### Spectacles nocturnes

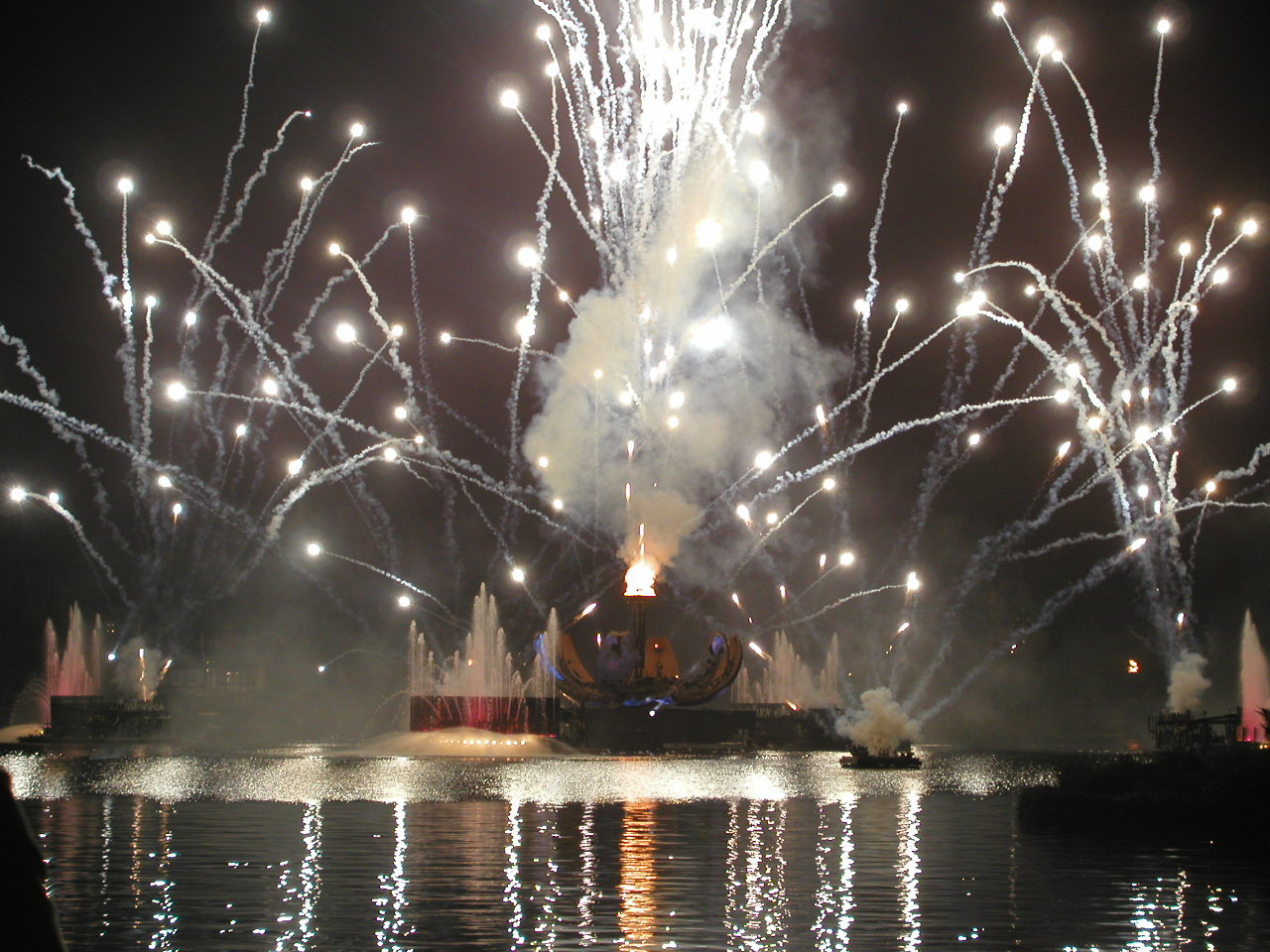
Le spectacle IllumiNation

Le parc a proposé plusieurs spectacles, tous présentés sur le lagon de World Showcase avec le dernier en date IllumiNations : Reflections of Earth :
- Carnival de Lumiere du 23 octobre 1982 à 1983
- A New World Fantasy de 1983 au 8 juin 1984
- Laserphonic Fantasy du 9 juin 1984 au 29 janvier 1988
- IllumiNations du 30 janvier 1988 au 20 septembre 1996
  - Nouvel An 1993
  - Holiday IllumiNations de 1994 à 1998
- IllumiNations 25 et ses déclinaisons
  - Version A du 21 septembre 1996 au 18 mai 1997
  - Version B du 19 mai 1997 au 31 janvier 1998
  - IllumiNations 98 du 1er février 1998 au 21 septembre 1999
- IllumiNations : Reflections of Earth du 1er octobre 1999 au 30 septembre 2019

Un feu d'artifice de 15 minutes prend place chaque nuit sur le lagon de World Showcase à la fermeture du parc (à 21 heures). Feux d'artifice et lasers traversent le ciel au-dessus d'un immense globe tournant dont les continents affichent les images des cultures et des technologies à travers les âges, tandis qu'une musique entraînante est jouée par la myriade de haut-parleurs. Le spectacle en cours est nommé Illuminations: Reflections of Earth. Il est divisé en trois mouvements intitulés "Chaos", "Ordre" et "Sens" (signification) inspirés de la musique tribale africaine. Le lagon est entouré de 20 grandes torches représentant les vingt siècles. Enfin le spectacle atteint son paroxysme quand le globe s'ouvre comme une fleur de lotus découvrant une vingt-et-unième torche représentant le nouveau siècle.

#### Les parades
Avec la célébration du nouveau millénaire en 1999, le parc Epcot eut le droit à sa première parade : Tapestry of Nations présentée jusqu'en 2001. La parade fut légèrement modifiée et représentée ensuite sous le nom de Tapestry of Dreams. 

## Autres éléments liés à Epcot
En 1984, la Walt Disney World Company a acheté les 525 œuvres d'art africaine de la collection Tishman, en prévision d'un pavillon africain, jamais réalisé. En 2005, la société a offert l'ensemble de la collection au Musée national d'Art africain, dépendant de la Smithsonian Institution.

### EPCOT Educational Media Collection
EPCOT Educational Media Collection est une série de courts métrages d'animation éducatifs réalisés par les studios Disney dans les années 1980. Elle comporte entre autres :
- The Children of Japan : Learning the New, Remembering the Old (1987)[2].
- The Children of the Soviet Union (1988)[2].
- Choices : A Story About Staying in School (1988)[36]
- The Children of Mexico (1989)[2].
- D.A.R.E. to say "No" (septembre 1988) premier film d'une série dissociée, à destination des adolescents, de la prévention contre la drogue[37].
- The Constitution : A History of Our Future (septembre 1989, 21 min) sur l'importance de la Constitution des États-Unis d'Amérique[38].
- A Gift of Time : Pediatric AIDS (octobre 1989, 18 min) sur les traitements contre les drogues[39].

### EPCOT Building Code
L'EPCOT Building Code est un code d'urbanisme spécial émis par le Reedy Creek Improvement District en 1970, permettant de construire des bâtiments sur le domaine de Walt Disney World avec la plupart des règles d'urbanismes fédérales mais aussi des dérogations spéciales autorisant les châteaux et autres édifices peu courants dans d'autres lieux que les parcs à thèmes.

## Fréquentation
Fréquentation annuelle 

12 444 000 (2019)
4 044 000 (2020)
7 752 000 (2021)
10 000 000 (2022)